# Salar de Atacama

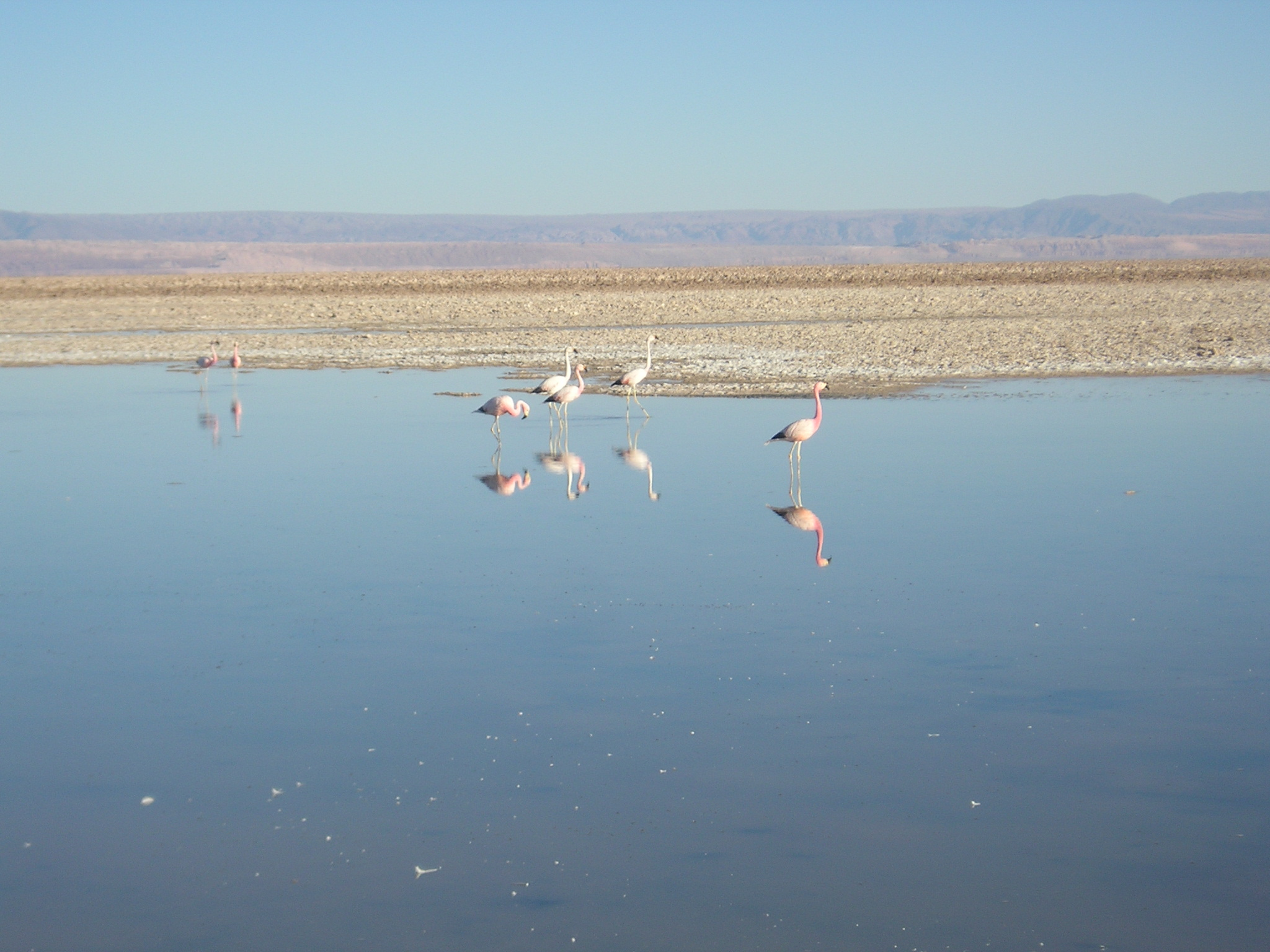
Flamingos na Lagoa Chaxa

O Salar de Atacama é um deserto de sal no Chile. Local de paisagens deslumbrantes, está localizado 55 km ao sul da cidade de San Pedro de Atacama, no deserto de Atacama, região de Antofagasta. É cercado por montanhas e não tem saídas para drenagem de água.
Este deserto de sal tem cerca de 3000 km², medindo 100 km de comprimento por 80 de largura, numa altitude de 2300 m.
Algumas áreas da salina fazem parte da reserva ecológica Los Flamencos. A região concentra espécies de flamingos e outras aves, como nhandús, gansos, patos, e também mamíferos como guanacos, vicunhas, alpacas e lhamas.